# 雷丸
雷丸（Laccocephalum mylittae）是麻盖菌属的可食真菌，在中国作为内服驱虫药物使用，同时也是澳洲原住民的食物之一。

## 命名
学名：Laccocephalum mylittae (Cooke & Massee) Núñez & Ryvarden, 1995。根据其形态特征，Núñez及Ryvarden将其从多孔菌属（Polyporus）移至麻盖菌属（Laccocephalum, λάκκος麻点+κεφαή头，源于其带麻点的菌盖）。雷丸有地下菌核，为褐腐型木林腐朽菌，分布于新西兰，澳大利亚南部，及中国。在澳大利亚俗称为“天然面包”（Native Bread)是原住民的食物之一。。
同物异名：Omphalia lapidescens (Horan) Cohn & Schroet., 1891；Polyporus mylittae Cooke & Massee, 1892；Polyporus mylittae Sacc., 1893。

## 医学价值
雷丸可用于驱杀多种寄生虫，如蛔虫、绦虫、钩虫等。其有效成分为一种中性蛋白酶，在肠道环境中能有效分解寄生虫的蛋白质（如绦虫头节）并致其死亡。《神农本草经》中记载：“雷丸，味苦寒。主杀三虫，逐毒气、胃中热。利丈夫，不利女子。作摩膏，除小儿百病。生山谷。”《本草纲目》：“雷斧、雷楔，皆霹雳击物精气所化。此物生土中，无苗叶而杀虫逐邪，犹雷之丸也。”均认为其有杀虫功效。中國民間傳說中，雷丸亦是驅除應聲蟲的藥材。
别名：雷实、雷矢（《名医别录》）、竹苓（《本草纲目》：“竹之馀气所结，故曰竹苓。苓亦屎也，古者屎、苓字通用。”）

## 延伸阅读
[在维基数据编辑]
 《欽定古今圖書集成·博物彙編·草木典·雷丸部》，出自陈梦雷《古今圖書集成》

## 外部連結
- 雷丸 Lei Wan （页面存档备份，存于） 中藥標本數據庫 (香港浸會大學中醫藥學院) （繁體中文）（英文）